# الكلية الحربية الوطنية
الكلية الحربية الوطنية (بالإنجليزية: National War College) 
كلية الحرب الوطنية (بالإنجليزية: National War College) هي مؤسسة تعليمية عسكرية أمريكية رفيعة المستوى، تُعد جزءًا من جامعة الدفاع الوطني. أسست في 1945، تقع الكلية في قاعة روزفلت داخل قاعدة فورت ليزلي جي. ماكنير في واشنطن العاصمة، في الولايات المتحدة . وهي ثالث أقدم منشأة عسكرية نشطة في الجيش الأمريكي.

## التاريخ
أسست كلية الحرب الوطنية رسميًا في 1 يوليو 1946، كخليفة لكلية أركان الجيش والبحرية التي عملت بين يونيو 1943 ويوليو 1946. كان وزير الدفاع الأمريكي جيمس فورستال من أبرز الداعمين لإنشائها. ￼
وفقًا للفريق أول ليونارد ت. جيرو، رئيس اللجنة التي أوصت بتأسيس الكلية: ￼
“تهتم الكلية بالاستراتيجية الكبرى واستخدام الموارد الوطنية اللازمة لتنفيذ تلك الاستراتيجية. سيكون لخريجيها تأثير كبير على صياغة السياسات الوطنية والخارجية في السلم والحرب.”
تضم الكلية ضباطًا عسكريين من المستوى المتوسط والعالي المتوقع ترقيتهم إلى مناصب قيادية عليا، بالإضافة إلى موظفين من وزارة الخارجية ووكالات فدرالية أخرى، وزملاء دوليين من عدة دول.

## الموقع والمبنى
مقر الكلية في قاعة روزفلت، وهي مبنى ضخم بُني بين عامي 1903 و1907 على طراز “الفنون الجميلة” (Beaux-Arts). صُممت القاعة لتكون مركزًا لمجمع تعليمي عسكري، لكنها كانت المبنى الوحيد الذي اكتمل من المشروع الأصلي. في عام 1972، أُدرجت قاعة روزفلت ضمن السجل الوطني للأماكن التاريخية، وحصلت على تصنيف “معلم تاريخي وطني”. ￼

## البرنامج الأكاديمي
تركز الكلية على تعليم الاستراتيجية الوطنية والقيادة الاستراتيجية، مع التركيز على التعاون بين مختلف فروع القوات المسلحة والوكالات الحكومية. تشمل المناهج تحليلًا نقديًا لحل المشكلات الاستراتيجية، وتُدرس المحاضرات تحت سياسة “عدم الاقتباس أو النسبة”، مما يشجع على مناقشات صريحة حول القضايا المعقدة. ￼

## القيادة
يشغل منصب القائد (Commandant) ضابط عسكري برتبة عميد، ويتناوب هذا المنصب بين الجيش والبحرية والقوات الجوية. كما تعين وزارة الخارجية نائبًا للقائد ومستشارًا للشؤون الدولية من بين كبار الدبلوماسيين.

## خريجون بارزون
تخرج في الكلية العديد من الشخصيات البارزة في المجالات العسكرية والدبلوماسية، ممن شغلوا مناصب قيادية عليا في الولايات المتحدة وحول العالم.